# Almindelig ananas
Almindelig Ananas (Ananas comosus) stammer fra Brasilien, hvor den allerede blev dyrket af indianerne, da europæerne gjorde deres indtog i Amerika. Første gang den blev bragt til Europa, var med Columbus' anden rejse i 1493. Navnet er indiansk og betyder "den uovertrufne frugt"[kilde mangler].
Frugten kan veje helt op til 5 kilo[kilde mangler].
Planten er en flerårig, urteagtig rosetplante, med lange stive mørkegrønne ofte tornede blade. Midt i rosetten udvikles blomsterstanden med mere end hundrede blomster, der udvikler sig til bær, der smelter sammen med blomsterstandens højblade og akse. På den måde dannes frugten, der kan spises frisk, indgå i (asiatiske) retter eller henkoges. Ananasjuice er et alternativ til den traditionelle appelsinjuice.[kilde mangler]
Den modne ananas dufter sødt og stærkt.

## Ernæring
Rå ananas er en god kilde til mangan og vitamin C, men indeholder ellers intet større indhold af essentielle næringsstoffer. Den indeholder dog et fordøjelsesfremmende enzym.

## Fodnoter
1. ↑  "Nutrient data for pineapple, raw, all varieties, per 100 g serving". Nutritiondata.com, USDA SR-21. Hentet 2012-03-01.